# Карр, Сэм (музыкант)
Сэм Карр (англ. Sam Carr; 17 апреля 1926 года, близ Марвелла, Арканзас, США — 21 сентября 2009 года, Кларксдейл, Миссисипи, США) — американский блюзовый барабанщик. Номинант Blues Music Awards в категориях «Исполнитель традиционного блюза» (1997), «Блюзовый исполнитель — иной»/«Блюзовый барабанщик» (1991, 1997—2008, 2010) . Сын блюзмена Роберта Найтхока. Имел репутацию одного из лучших блюзовых барабанщиков в стране  и был известен как мастер стиля, известного как «Миссисипский шаффл» 

## Биография
Сэм Карр, урождённый Макколлум родился близ Марвелла, Арканзас, и был усыновлён в возрасте полутора лет семьёй Карр, жившей неподалёку от Данди, Миссисипи. Первыми инструментами Карра были губная гармоника и варган . В 16 лет Карр вернулся в Арканзас, в Хелену где начал играть на контрабасе в группе своего биологического отца Роберта Найтхока (настоящая фамилия Макколлум), и работал водителем. Именно в то время Роберт Найтхоук обучил Карра игре на контрабасе и барабанах . В 1946 году он женился и со своей женой Дорис стал издольщиком поблизости от Хелены. Затем они переехали в Чикаго, а затем в Сент-Луис, где жила биологическая мать Карра. В Сент-Луисе Карр присоединился к Три Топ Слиму, с которым играл на бас-гитаре и губной гармонике. В 1954 году Сэм Карр сформировал собственную группу Little Sam Carr and the Blue Kings, в которой на барабанах изначально играла Эрли Би, вторая жена Найтхока, но затем Карр взял на себя эту роль. Группа играла в основном в «низкоклассных клубах» в бедных кварталах Сент-Луиса. 
С 1956 года Сэм Карр, вместе с отцом, стали постоянно работать с гитаристом и впоследствии харпером Фрэнком Фростом. В 1962 году Карр с Фростом переехали в Миссисипи и вместе с гитаристом Биг Джек Джонсоном создали группу The Nighthawks, предтечу The Jelly Roll Kings. Она выступала нерегулярно, впрочем выпустила два альбома в 1962 и 1966 годах. Музыканты время от времени выступали, но каждый был занят своей постоянной работой: Карр работал на тракторе в Лулу, Миссисипи, где он тогда жил 
После того как в конце 1970-х вспыхнул интерес к блюзу, Earwig Music Company заключила контракт с трио уже под названием The Jelly Roll Kings, которая в 1979 году выпустила альбом Rockin' the Juke Joint Down, который в 1980 году был номинирован на Blues Music Awards в номинации «Альбом традиционного блюза». В дальнейшем группа также собиралась для временных выступлений, включая гастроли за границей, в частности в Лондоне в 1989 году, и время от времени выпускала альбомы, но в основном музыканты работали в той или иной мере сольно. При этом именно Карр управлял группой, покупал и содержал в порядке все инструменты и следил за тем, чтобы все приходили на концерты . В 1990-е  Фрэнк Фрост в основном записывался с Сэмом Карром. После смерти Фроста в 1999 году, Сэм Карр руководил собственной группой Delta Jukes, часто работая с Дэйвом Райли на гитаре и вокале. Группа записала несколько альбомов, включая Working for the Blues (2002), Down in the Delta (2004) и Let the Good Times Roll (2007). С 1997 по 2008 год включительно Карр ежегодно номинировался на звание лучшего блюзового барабанщика Blues Music Awards, но ни разу не стал лауреатом. 
Сэм Карр за свою карьеру сотрудничал со многими блюзовыми музыкантами, включая Сонни Боя Уильямсона, Бадди Гая и Дэвида Эдвардса
В последний раз Сэм Карр выступил летом 2009 года на фестивале Mother's Best в Хелене, штат Арканзас, и на праздновании в его честь (День Сэма Карра) на плантации Хопсон недалеко от Кларксдейла, штат Миссисипи в августе 2009 года . 
В 2009 году Сэм Карр умер в доме престарелых Кларксдейла от застойной сердечной недостаточности.

## Дискография

### Альбомы
- 1996: Frank Frost With Sam Carr  – Keep Yourself Together (Evidence)
- 1999: Frank Frost With Sam Carr  – The Jelly Roll Kings (HMG)
- 2000: Ain't Goin' Down (Fedora) с Артуром Уильямсом
- 2001: Working For The Blues (Black Magic Records) с Джоном Уэстоном и Дэйвом Райли
- 2001: Whiskey, Money & Women (Fedora)  с Дэйвом Райли
- 2007: Frank Frost With Sam Carr  – The Last Of The Jelly Roll Kings (Blue Label)
- 2010: Live in Europe 	(SuperBird)